# 안드리 베레프스키
안드리 미하일로비치 베레우스키(우크라이나어: Андрій Михайлович Веревський; 1974년 7월 25일 출생)는 우크라이나의 과두 정치인이자, 우크라이나의 다각화된 농업 회사인 커널의 설립자 겸 이사회 의장이다. 베레우스키는 전 우크라이나 인민의원으로, 2002년부터 2006년까지 폴타바주의 제146 선거구를 대표했으며, 이후 2006년부터 2012년까지 율리야 티모셴코 블록과 지역당의 비례대표 명단으로 선출되었다. 그는 농업 정책 및 토지 관계 위원회 위원이었다.

## 교육 및 경력
베레우스키는 국립 농업 대학교에서 농학 학사 학위를 취득했으며, 옥스퍼드 칼리지 졸업생이다. 1995년, 그는 우크라이나 곡물 수출에 중점을 둔 소규모 곡물 무역 기업을 설립했으며, 이 기업은 수년간 성장하여 현재의 커널이 되었다. 2007년부터 Kernel Holding S.A.의 이사회 의장 겸 최대 주주이다.

## 사업
베레우스키는 2007년부터 Kernel Holding S.A.의 설립자이자 최대 주주 및 이사회 의장이다. Kernel Holding S.A.는 우크라이나에서 운영되는 농업 비즈니스 가치 사슬 관리 회사로, 농업 상품의 생산, 가공, 저장, 환적 및 수출을 제공한다. 이 회사는 우크라이나와 러시아에서 생산된 곡물, 해바라기유 (우크라이나 시장의 35%) 및 박을 공급하며, 우크라이나 시장에 병에 담긴 해바라기유를 가장 많이 공급하는 업체이다. 또한 농부들에게 곡물 사일로 서비스를 제공하며, 흑해 항구에서 곡물, 기름 및 박의 환적 및 수출 서비스를 제공한다.
Kernel Holding S.A.는 2007년 11월 바르샤바 증권거래소 (WSE)에서 기업공개(IPO)를 완료하여 2억 2,100만 달러를 조달했다. WSE 데뷔 이후 회사의 시가총액은 세 배 증가하여 2011년 20억 달러에 달했다. Kernel Holding S.A.의 IPO는 WSE에서 중앙 및 동유럽 최고의 IPO로 선정되었다. 커널은 바르샤바 증권거래소의 WIG20 지수 회원이다. 2023년 Kernel Holding은 바르샤바 증권거래소에서 회사의 상장 폐지를 발표했다. 상장 폐지는 소수 주주를 밀어내려는 냉소적인 움직임으로, 우크라이나의 전후 재건을 위한 외국 자금을 약화시킬 수 있다고 설명되었다.
2012년, 미국 포브스 매거진은 베레우스키의 순자산을 10억 달러로 평가했다. 2016년 4월, 우크라이나 잡지 포커스는 그의 재산을 6억 4,200만 달러로 추정했다.

## 정치 경력
베레우스키는 2002년 우크라이나 총선에서 폴타바주의 제146 선거구를 대표하여 처음으로 최고 라다 (우크라이나 의회)에 선출되었다. 그는 최고 라다 금융 및 은행 위원회 위원이었다. 2004년 12월까지 For United Ukraine! 파벌, 유럽 선택 그룹 및 지역당 파벌의 일원이었다. 그는 2005년 6월 율리야 티모셴코 블록으로 이적했으며, 이후 2006년과 2007년에 율리야 티모셴코 블록의 비례대표 명단에서 44번째 후보로 최고 라다에 재선되었다. 이 두 최고 라다 회기 동안 그는 농업 정책 및 토지 관계 위원회 위원이었다. 이 기간 동안 그는 전우크라이나 연합 "조국" 당원이었다.
2010년 6월, 베레우스키는 지역당, 리트빈 블록 및 공산당 파벌이 형성한 안정 및 개혁 연합으로 넘어갔다. 2010년 10월부터 지역당 파벌의 일원이다.
베레우스키는 2012년 우크라이나 총선에서 지역당 비례대표 명단에서 46위에 올랐다. 그는 의회에 재선되었다. 우크라이나 고등행정법원은 2013년 3월 5일 베레우스키가 의회 의원과 상업 법인의 대표를 겸직했기 때문에 의원직을 박탈했다.

## 개인 생활
안드리는 결혼하여 두 아들과 딸 한 명을 두고 있다.